# Stay the Night (singel Jamesa Blunta)
„Stay the Night” – to utwór brytyjskiego wokalisty Jamesa Blunta. Wydany został 25 października 2010 roku przez wytwórnię płytową Atlantic Records jako pierwszy singel z jego trzeciego albumu studyjnego, zatytułowanego Some Kind of Trouble. Twórcami tekstu utworu są James Blunt, Bob Marley, Ryan Tedder oraz Steve Robson, który zajął się też jego produkcją. Do singla nakręcono także teledysk, a jego reżyserią zajął się Ray Kay. „Stay the Night” dotarł do 10. pozycji w Australii i uzyskał tam status platynowej płyty.

## Pozycje na listach przebojów
| Kraj              | Lista (2010-11)         | Pozycja | Status          |
| ----------------- | ----------------------- | ------- | --------------- |
| Australia         | Top 50 Singles          | 10      | platynowa płyta |
| Austria           | Singles Top 75          | 6       | –               |
| Belgia (Flandria) | Ultratop 50             | 7       | –               |
| Belgia (Wallonia) | Ultratop 50             | 4       | –               |
| Finlandia         | Top 20 Singles          | 19      | –               |
| Francja           | Top 200 Singles         | 31      | –               |
| Hiszpania         | Singles Top 50          | 26      | –               |
| Holandia          | Single Top 100          | 13      | –               |
| Irlandia          | Top 50 Singles          | 40      | –               |
| Kanada            | Canadian Hot 100        | 53      | –               |
| Niemcy            | Top 100 Singles         | 4       | złota płyta     |
| Nowa Zelandia     | Top 40 Singles          | 13      | złota płyta     |
| Stany Zjednoczone | Hot 100                 | 94      | –               |
| Szkocja           | Scottish Singles Top 40 | 20      | –               |
| Szwajcaria        | Singles Top 75          | 1       | –               |
| Szwecja           | Top 60 Singles          | 44      | –               |
| Wielka Brytania   | Singles Top 100         | 26      | –               |
| Włochy            | Top 20 Singles          | 3       | –               |